# Limitující faktor
Limitující faktor systému označuje podmínky, za kterých každá nezanedbatelná výchylka způsobí pozorovatelné změny, v běžné řeči většinou kolaps systému. Systém může mít různou hladinu tolerance pro různé veličiny.

## Chemie
Při navrhování chemických reakcí za účelem výroby konkrétního produktu je třeba dbát na to, aby jeden z reaktantů před zahájením produkce nepohltil druhý. Množství produktu je limitované množstvím těchto reaktantů.

## Biologie
V biologii a ekologii jsou limitující faktory maximální vytěžení potřebných látek. Limitována je především výška růstu (tlakem) a hustota výskytu (konkurencí).:s.G-11 Koncept limitujících faktorů je založen na podstatě Liebigova zákona minima, který říká, že růst je kontrolovaný nikoli maximálním potenciálem prostředí, ale tím pro rostlinu nejvíce limitujícím faktorem - minimální hodnotou pro výskyt organismu. Limitující faktory prostředí jsou pro organizmy bez přirozeným predátorů regulátory frekvenčně závislé selekce.:s.417,8 Rozsah tolerance režimu života organizmu se označuje jako ekologická amplituda.
Limitující faktory se ale neomezují jenom na podmínky života druhu. Příkladem může být například klima typické pro určitý biom, které závisí na místním klimatopu.

## V podnikání a technologiích
AllBusiness.com Business Glossary definuje  limiting (constraining) factor jako "příčinu zabraňující vyšší produkci daného produktu". Příkladem je omezená možná doba provozu elektřiny nebo směny pracovníků.  Termín také často přebírá technická literatura.